# Pennywise (album)
Pennywise är ett musikalbum av den amerikanska punkrockgruppen Pennywise, utgivet den 22 oktober 1991.

## Låtlista
1. "Wouldn't It Be Nice" – 2:06
2. "Rules" – 1:25
3. "The Secret" – 3:33
4. "Living for Today" – 3:07
5. "Come Out Fighting" – 2:16
6. "Homeless" – 2:09
7. "Open Door" – 1:40
8. "Pennywise" – 1:37
9. "Who's to Blame" – 1:35
10. "Fun and Games" – 2:32
11. "Kodiak" – 1:46
12. "Side One" – 2:10
13. "No Reason Why" – 2:36
14. "Bro Hymn" – 3:00